# Gynoplistia myersae
Gynoplistia myersae är en tvåvingeart som beskrevs av Alexander 1924. Gynoplistia myersae ingår i släktet Gynoplistia och familjen småharkrankar. Inga underarter finns listade i Catalogue of Life.